# Семпронія (сестра Гракхів)
Семпронія(лат. Sempronia;170 до н. е. — бл.101 до н. е.)— давньоримська матрона, яка жила в пізній період Римської республіки. Була сестрою Тіберія і Гая Семпроніїв Гракхів, та дружиною Публія Корнелія Сципіона Еміліана.

## Походження
Семпронія належала до аристократичного плебейського роду. Вона була найстаршою дитиною з дванадцяти дітей, або принаймні з шести доньок римського консула 177 р. до н. е. Тіберія Семпронія Гракха і його дружини Корнелії. ЇЇ батько мав грізну репутацію генерала(здобувши перемогу у Сардинії), і був відомий, як строгий цензор. Рідним дідом Семпронії по матері був Публій Корнелій Сципіон Африканський, двоюрідним — Луцій Емілій Павло Македонський; її рідними братами були відомі народні трибуни Тіберій і Гай Семпронії Гракхи.
Точна дата народження Семпронії невідома. Шлюб Гракха і Корнелії анналісти датували 180 рр. до н. е., але вже Тіт Лівій сумнівався в правдоподібності таких датувань. Дослідники спираючись на свідчення Полібія і Плутарха впевнені, що цей шлюб був укладений значно пізніше — між 170 і 162 рр. до н. е. Тому вважають, що Семпронія народилася в Римі близько 170 р. до н. е., де здобула освіту, та була вихована її матір'ю. Батько Семпронії до моменту її народження був уже в похилому віці (він народився в 220 р. до н. е., і був старший за дружину на 30 років), та раптово помер в 154 р. до н. е. Корнелія залишилася з дванадцятьма дітьми, з яких до дорослих років дожили троє: Семпронія, Тіберій і Гай. Руки Корнелії просили багато знатних римлян, і навіть єгипетський цар, але вона присвятила своє життя вихованню дітей. Семпронія була заручена, коли ще був живий батько, з двоюрідним братом матері Публієм Корнелієм Сципіоном Еміліаном, який був старший за неї на двадцять років. Після смерті батька, її молодші брати виросли і здобули освіту в будинку Сципіона, у якого було достатньо коштів для їх утримання, адже він був надзвичайно багатою людиною.

## Шлюб
Деякі історичні свідчення стверджують, що Семпронія і Сципіон мали дуже нещасливий шлюб. Вони не показували прихильність один до одного, і Сципіон скаржився на відсутність її краси та бездітність. Відомо, що дітей в шлюбі не було. Нічного не відомо про її особисте життя та характер. Аппіан пише про відносини між подружжям:…" Вона не користувалася його любов'ю, та й сама не любила його". Крім того, з певного моменту між нею і чоловіком почали накопичуватися розбіжності через брата Семпронії — Тіберія Гракха. Останній в юності належав до оточення Сципіона Еміліана, але коли Гракх зумів урятувати римську армію в Ближній Іспанії, уклавши договір з Нуматієй, а сенат відмовився цей договір затвердити, Сципіон Еміліан не став підтримувати свого шурина. Вбивство Тіберія Гракха ворогами його законодавчих ініціатив отримали з боку Сципіона схвалення. Зважаючи на все це, коли Сципіон раптово помер(129 р. до н. е.), однією з версій того, що сталося, стала версія вбивства. Деякі джерела, впевнено заявляють, що Семпронія вбила свого чоловіка, діючи за вказівками матері.

## Смерть Сципіона Еміліана
У 129 р. до н.е. Сципіон сказав союзникам Гракха, зокрема трибуну Гаю Папірію Карбону, що він має намір офіційно засудити реформи Тіберія Гракха, зокрема, аграрні. Карбон довгий час був прихильником Тіберія, і заклятим ворогом Сципіона. Того вечора, Сципіон повернувся додому, і ліг рано спати, плануючи зробити вирішальний виступ в сенаті. На наступний ранок, він був знайдений мертвий в своєму ліжку. 
Не було ніякої історії хвороби. Його тіло поспішно кремували, а не поховали, як прийнято серед Сципіонів. Були чутки, що він був убитий, і підозрювали його дружину Семпронію і її матір Корнелію. Однак, коли він помер, не було ніяких доказів, що це саме вони. 
Сучасні вчені припускають, що, можливо, до вбивства був причетний Карбон. Римський історик Цицерон, написав про це, кілька десятиліть потому, використовуючи різні джерела, в яких винним визнаний Гай Папірій Карбон, але сам історик в цьому не впевнений. 

## Останні роки
Семпронія мала спокійне життя після того, як її молодший брат, який став спадкоємцев Тіберія, помер в 121 р. до н. е.; його майно дісталося сенату. Її мати Корнелія Африкана, померла в цьому ж році, але пізніше, залишивши все своїй новородженній внучці. Семпронія, як відомо, була живою в 102-101 рр. до н. е., коли вона повинна була дати показання в суді, щодо позашлюбного сина Тіберія, але вона все спростувала. Померла давньоримська матрона в 101 р. до н. е.

## В художній літературі
Семпронія - один з персонажів роману Мілія Єзерського «Гракхи».